# اقتصاددانان فمینیست
این یک فهرست ناقص به‌صورت الفبایی بر اساس نام خانوادگی از اقتصاددانان فمینیست برجسته است؛ افرادی که در حوزهٔ علوم اجتماعی با تمرکز بر اقتصاد فمینیستی فعالیت داشته‌اند، چه در گذشته و چه در حال حاضر.
تنها آن دسته از اقتصاددانانی در این فهرست آمده‌اند که دارای مقالهٔ زندگینامه‌ای در ویکی‌پدیا هستند.

## اقتصاددانان فمینیست

### الف
- بینا آگاروال (متولد ۱۹۵۱)، اقتصاددان توسعه، اهل هند
- رندی آلبلدا (متولد ۱۹۵۵)، اقتصاددان حوزه کار و رفاه. علایق تحقیقاتی او شامل جنسیت و نژاد، سیاست‌های عمومی، اقتصاد مالیات و فقر است. اهل آمریکا
- سابینا آلکیره، اقتصاددان رفاه با علاقه به اخلاق
- یولی آسلاکسن، اقتصاددان محیط زیست، اهل نروژ
- سیوبهان آستن، اقتصاددان، در حال تحقیق در مورد جنبه‌های جنسیتی پیری جمعیت است. اهل استرالیا
- سواد الصباح (زاده ۱۹۴۲)، اقتصاددان و نویسنده کویتی
- آگنتا استارک (متولد ۱۹۴۶)، معاون سوئدی دانشگاه دالارنا، سوئد
- مایرا استروبر (متولد ۱۹۴۰)، استاد آموزش و پرورش، بازنشسته، برای مدرسه آموزش، در دانشکده تحصیلات تکمیلی بازرگانی استنفورد، استنفورد، کالیفرنیا، اهل آمریکا
- دایان السون (متولد ۱۹۴۶)، دانشمند علوم اجتماعی جنسیت و توسعه، اهل بریتانیا نانسی فولبر
- شمسا اوزار، رئیس انجمن بین‌المللی اقتصاد فمینیستی (IAFFE) 2015–2016، اهل ترکیه

### ب
- یودین بارتو (متولد ۱۹۵۴)، استاد جنسیت و سیاست عمومی، و معاون مدیریت، در واحد Nita Barrow در مؤسسه مطالعات جنسیت و توسعه، دانشگاه هند غربی، Cave Hill، باربادوس
- رابین ال. بارتلت، استاد بخش اقتصاد دانشگاه دنیسون، گرانویل، اوهایو، اهل آمریکا
- آمریتا باسو (متولد ۱۹۵۳)، آکادمیک آمریکایی متخصص در سیاست آسیای جنوبی، با علاقه خاصی به جنبش‌های زنان و سایر جنبش‌های اجتماعی.
- کارولین بیلیز (۱۹۴۷–۲۰۰۳)، جامعه‌شناس آمریکایی، فعال در توسعه بین‌المللی
- لوردس بنریا (متولد ۱۹۳۷)، استاد اقتصاد در گروه برنامه‌ریزی شهری و منطقه ای دانشگاه کرنل، اهل اسپانیا
- سیلویا برگر، رئیس انجمن بین‌المللی اقتصاد فمینیستی (IAFFE)، ۲۰۱۷–۲۰۱۸، اهل آرژانتین
- باربارا برگمان (۱۹۲۷–۲۰۱۵)، با علاقه به سیاست اجتماعی و برابری، اهل آمریکا
- مارگون بیورن‌هولت (متولد ۱۹۵۸)، جامعه‌شناس، اقتصاددان و روان‌شناس اجتماعی، اهل نروژ
- اندرس برگ، سیاستمدار سوئدی و وزیر سابق دارایی
- هتر بوشی (متولد ۱۹۷۰)، اقتصاددان ارشد مرکز پیشرفت آمریکا، اهل آمریکا

### پ
- ویرجینیا پنی (۱۸۲۶–۱۹۱۴)، محقق مستقل از لوئیزویل، کنتاکی

### ت
- ایرنه تینکر (متولد ۱۹۲۷)، رئیس هیئت مؤسس آمریکایی مرکز بین‌المللی تحقیقات زنان، مؤسس و مدیر مرکز سیاست‌های برابری و یکی از بنیان‌گذاران مرکز تحقیقات زنان ولزلی.
- روزالبا تودارو، اقتصاددان و محقق ارشد در مرکز مطالعات زنان در سانتیاگو، اهل شیلی

### د
- سورین دِنولَن (متولد ۱۹۷۴)، مدرس ارشد توسعه بین‌المللی در گروه علوم اجتماعی و سیاست گذاری، دانشگاه باث

### ر
- اینگرید روبینز (متولد ۱۹۷۲)، کرسی اخلاق در دانشگاه اوترخت، هیئت علمی دانشکدهٔ علوم انسانی و اخلاق، هلندی-بلژیکی،
- یانا فان در میولن راجرز، (متولد ۱۹۶۶)، استاد مدیر فارغ‌التحصیل در بخش مطالعات زنان و جنسیت دانشگاه راتگرز، اهل هلند

### ح
- لارنس حداد (متولد ۱۹۵۹)، اقتصاددان توسعه بریتانیایی

### ج
- دواکی جین (زاده ۱۹۳۳)، نویسنده فمینیست هندی
- ژاکلین جونز (متولد ۱۹۴۸)، مورخ اجتماعی آمریکایی

### س
- یولانده ساپ، (متولد ۱۹۶۳)، سیاستمدار چپ گرین و معلم سابق و کارمند دولتی، اهل هلند
- استفانی سگینو، استاد اقتصاد در کالج هنر و علوم، دانشگاه ورمونت (UVM)، برلینگتون، ورمونت، اهل آمریکا
- آمارتیا سن (متولد ۱۹۳۳)، اقتصاددان و فیلسوف هندی برنده جایزه نوبل

### ش
- ژان شاکلفورد (متولد ۱۹۴۶)، استاد آمریکایی بازنشسته اقتصاد در دانشگاه باکنل، لویسبورگ، پنسیلوانیا مرکزی
- روندا شارپ (متولد ۱۹۵۳)، استاد کمکی اقتصاد در دانشگاه استرالیای جنوبی و رهبر تیم پروژه و محقق ارشد مؤسسه تحقیقاتی هاوک و مرکز تحقیقات مطالعات جنسیتی دانشگاه. اهل استرالیا

### م
- مارتا مک دونالد، استاد اقتصاد دانشگاه سنت مری، هالیفاکس، نوا اسکوشیا، کانادا، اهل کانادا
- دیر مک‌کلوسکی، استاد اقتصاد، تاریخ، زبان انگلیسی و ارتباطات دانشگاه ایلینوی شیکاگو (UIC)، اهل آمریکا
- ایلسا مک کی (۱۹۶۳–۲۰۱۴)، استاد اقتصاد دانشگاه کالدونین گلاسکو؛ مشاور سازمان ملل
- جان استوارت میل (۱۸۰۶–۱۸۷۳)، فیلسوف، اقتصاددان سیاسی و کارمند دولتی، اهل بریتانیا

### ن
- جولی اِی. نلسون (متولد ۱۹۵۶)، استاد اقتصاد در دانشگاه ماساچوست بوستون

### ف
- ماریان فربر (۱۹۲۳–۲۰۱۳)، اقتصاددان فمینیست، یکی از اولین کسانی که با کار گری بکر در مورد اقتصاد و خانواده مقابله کرد. اهل آمریکا
- نانسی فولبر (متولد ۱۹۵۲)، تمرکز بر اقتصاد خانواده، کار غیر بازاری و اقتصاد مراقبت
- ساکیکو فوکودا پار (متولد ۱۹۵۰)، اقتصاددان توسعه ژاپنی

### ق
- جایاتی قوش (متولد ۱۹۵۵)، اقتصاددان توسعه هندی

### ک
- راوی کانبور (متولد ۱۹۵۴)، مدیر سابق و نویسنده سرپرست گزارش توسعه جهانی بانک جهانی، اهل بریتانیا
- دنیز کاندیوتی (متولد ۱۹۴۴)، استاد بازنشسته در مطالعات توسعه در دانشکده مطالعات شرقی و آفریقایی، دانشگاه لندن. ترکی-بریتانیایی
- نایلا کبیر (متولد ۱۹۵۰)، اقتصاددان اجتماعی، پژوهشگر و نویسنده بریتانیایی متولد بنگلادش
- سیسیلیا کنراد (متولد ۱۹۵۵)، موضوع پژوهش مورد علاقه تأثیرات نژاد و جنسیت بر وضعیت اقتصادی، آفریقایی-آمریکایی
- ادیت کویپر (متولد ۱۹۶۰)، استادیار اقتصاد دانشگاه ایالتی نیویورک در نیوپالتز

### گ
- سومان گوش (متولد ۱۹۷۲)، کارگردان فیلم و دانشیار اقتصاد در دانشگاه آتلانتیک فلوریدا، اهل بنگال
- آلیسیا گیرون، رئیس انجمن بین‌المللی اقتصاد فمینیستی (IAFFE)، ۲۰۱۴–۲۰۱۵، اهل مکزیک

### و
- مریلین وارینگ (متولد ۱۹۵۲)، سیاستمدار نیوزیلندی
- بئاتریس وب (۱۸۵۸–۱۹۴۳)، جامعه‌شناس، اقتصاددان، سوسیالیست، مورخ کارگری و اصلاح طلب اجتماعی انگلیسی
- ایزابلا وبر (متولد ۱۹۸۷)، اقتصاددان آلمانی

### ه
- هایدی هارتمن (متولد ۱۹۴۵)، بنیان‌گذار و رئیس مؤسسه تحقیقات سیاست زنان (IWPR) مستقر در واشینگتن، یک سازمان تحقیقاتی که برای انجام تحقیقات سیاست عمومی با محوریت زنان ایجاد شده است. اهل آمریکا
- سوزان هیملویت (متولد ۱۹۴۸)، استاد بازنشسته اقتصاد دانشگاه آزاد در بریتانیا. عضو هیئت تحریریه اقتصاد فمینیستی و مجله زنان، سیاست و سیاست‌گذاری. اهل بریتانیا
- جین هامفریس (متولد ۱۹۴۸)، استاد تاریخ اقتصاد و عضو کالج آل سولز در دانشگاه آکسفورد. اهل بریتانیا

### ی
- بریژیت یانگ (متولد ۱۹۴۶)، استاد بازنشسته اقتصاد سیاسی بین‌الملل در مؤسسه علوم سیاسی، دانشگاه مونستر، آلمان. اهل اتریش
- جویس یاکوبسن، استاد اقتصاد دانشگاه وسلیان، اهل آمریکا

## همچنین ببینید
- اقتصاد فمینیستی
- تاریخ عقاید اقتصادی
- نابرابری اقتصادی
- رویکرد قابلیت